# Robert Ramspeck

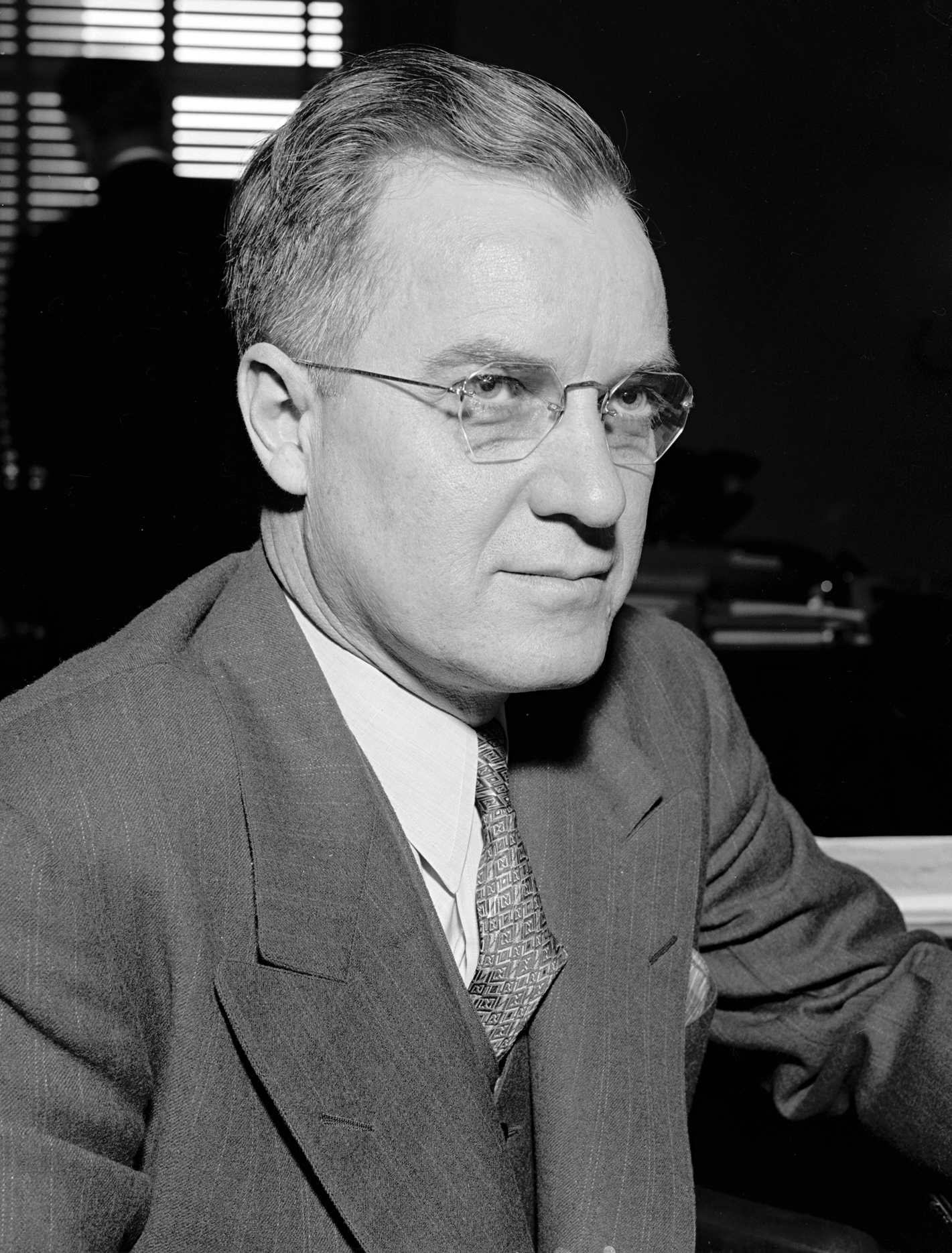
Robert Ramspeck (1940)

Robert C. Word Ramspeck (* 5. September 1890 in Decatur, Georgia; † 10. September 1972 in Castor, Louisiana) war ein US-amerikanischer Politiker. Zwischen 1929 und 1945 vertrat er den Bundesstaat Georgia im US-Repräsentantenhaus.

## Werdegang
Robert Ramspeck besuchte die öffentlichen Schulen seiner Heimat einschließlich der Donald Fraser School. Zwischen 1907 und 1911 war er Verwaltungsangestellter am Superior Court von Georgia. Im Jahr 1911 arbeitete er in der Poststelle des US-Repräsentantenhauses in Washington, D.C., 1912 war er Sekretär des Kongressabgeordneten William S. Howard aus Georgia. Zwischen 1914 und 1919 fungierte Ramspeck als stellvertretender US Marshal für den nördlichen Teil des Staates Georgia. Zwischen 1919 und 1921 arbeitete er in der Versicherungs- und Immobilienbranche. Nach einem Jurastudium an der Atlanta Law School und seiner im Jahr 1920 erfolgten Zulassung als Rechtsanwalt begann er auch in juristischen Berufen zu arbeiten. Seit 1922 beteiligte sich Ramspeck auch am Pressegeschäft. Von 1922 bis 1929 arbeitete er in verschiedenen Positionen als Staatsanwalt.
Ramspeck war Mitglied der Demokratischen Partei. Im Jahr 1929 wurde er in das Repräsentantenhaus von Georgia gewählt. Nach dem Tod des Kongressabgeordneten Leslie Jasper Steele wurde er bei der fälligen Nachwahl für den fünften Sitz von Georgia als dessen Nachfolger in das US-Repräsentantenhaus in Washington gewählt. Dort trat er am 2. Oktober 1929 sein neues Mandat an. Nach acht Wiederwahlen konnte er bis zu seinem Rücktritt am 31. Dezember 1945 im Kongress verbleiben. In den 1930er Jahren wurden dort die New-Deal-Gesetze der Bundesregierung unter Präsident Franklin D. Roosevelt verabschiedet. Seit 1941 wurde auch die Arbeit des Kongresses durch die Ereignisse des Zweiten Weltkrieges bestimmt. Von 1935 bis 1945 war Ramspeck Vorsitzender des Ausschusses, der sich mit dem öffentlichen Dienst befasste (Committee on Civil Service). Außerdem war er seit 1942 demokratischer Mehrheitsführer im Kongress.
Nach seinem Ausscheiden aus dem US-Repräsentantenhaus wurde Ramspeck Vizepräsident der Luftfahrtvereinigung. In den Jahren 1951 und 1952 leite er die United States Civil Service Commission. Danach wurde er Vizepräsident der Eastern Air Lines. Diesen Posten bekleidete er von 1953 bis 1961. Danach blieb er bis 1966 Berater dieser Fluggesellschaft. Robert Ramspeck starb während eines Besuchs am 10. September 1972 in Castor (Louisiana). Anschließend wurde er in seiner Geburtsstadt Decatur beigesetzt.